# دالی پارتن
دالی ربکا پارتن دین (به انگلیسی: Dolly Rebecca Parton؛ زادهٔ ۱۹ ژانویهٔ ۱۹۴۶) خواننده-ترانه‌پرداز، بازیگر و انسان‌دوست آمریکایی است. پارتن از معدود خوانندگان زن سبک موسیقی کانتری است که شهرت و محبوبیت جهانی دارد.
شهرت او تا جایی است که لقب ملکهٔ موسیقی کانتری به او داده‌اند.
او تابه‌حال موفق به دریافت ۷ جایزهٔ گرمی شده‌است.
حدود ۱۰۰ میلیون نسخه از آلبوم‌های موسیقی این خواننده به‌فروش رسیده‌است. مشهورترین ترانهٔ دالی پارتن، جولین نام دارد که در سال ۱۹۷۴ میلادی توسط او ساخته و خوانده شد.
او همچنین در فیلم‌های ماگنولیاهای فولادی و نه تا پنج بازی کرده‌است.